# Brochymena quadripustulata

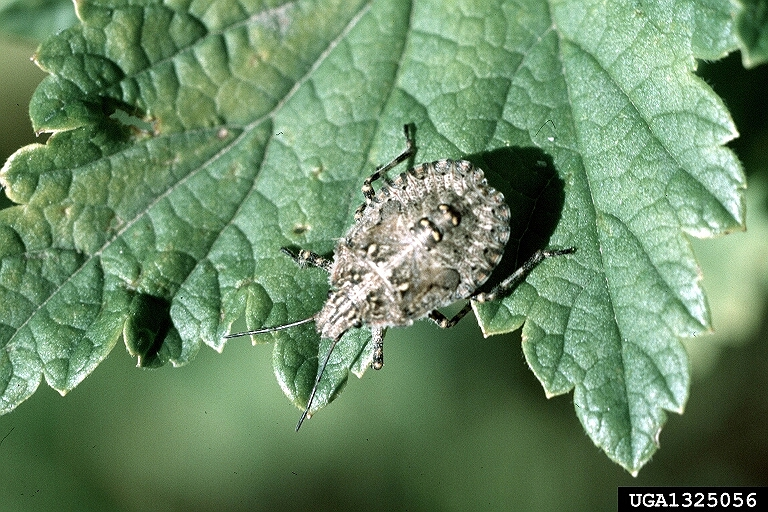
Nymphe von Brochymena quadripustulata

Brochymena quadripustulata ist eine Wanzenart aus der Familie der Baumwanzen (Pentatomidae). Im Englischen trägt die Art auch die Bezeichnungen Rough Stink Bug, Bumpy Stink Bug und Four-humped Stink Bug.

## Merkmale
Die braungrauen oder rotbraunen Wanzen sind mittelgroß bis groß. Die Männchen erreichen Körperlängen von 12,5 bis 16 Millimeter, während die Weibchen zwischen 14,5 und 18,5 Millimeter messen. Die Wanzen besitzen einen verbreiterten Hinterleib und sind relativ flach gebaut. Ihre streifen- und punktförmige Musterung, die kleine orangefarbene und schwarze Punkte aufweist, bildet eine ideale Tarnung, wenn sich die Wanzen auf Baumrinden aufhalten. Ein weiteres Merkmal von Brochymena quadripustulata sind die stumpfen Dornen an den Seiten des Halsschildes. Die Beine sind hell gebändert. Charakteristisch für die Art sind am Kopf die Juga, die über das Tylus (Stirnkeil) hinausreichen und dieses umschließen. Eine weitere Besonderheit ist die Form und Färbung der Öffnung der Stinkdrüse.

## Verbreitung
Die Art kommt in der Nearktis vor. Sie ist im Süden von Kanada sowie in den Vereinigten Staaten weit verbreitet.

## Lebensweise
Brochymena quadripustulata ist eine polyphage Wanzenart. Man findet die Wanzen häufig an Bäumen wie Schwarznuss, Apfel, Pfirsich, Eschen-Ahorn, Robinien, Eichen und verschiedenen Kiefern, aber auch an Quecken (Elymus), Baccharis, Scheinastern (Vernonia) und Holunder (Sambucus). Sie verursachen gelegentlich geringere Schäden an Pfirsich und an anderen Kulturpflanzen. Die Wanzen ernähren sich nicht ausschließlich pflanzlich, sondern erbeuten auch Schmetterlingsraupen und Blattkäferlarven, von denen viele als Schädlinge gelten. Somit wird die Wanzenart im Gegensatz zur ähnlich aussehenden Marmorierten Baumwanze (Halyomorpha halys) als Nützling wahrgenommen.
Die adulten Wanzen findet man meist in der Zeit April–Mai und August–September. Die Art überwintert als Imago.

## Taxonomie
Aus der Literatur sind folgende Synonyme bekannt:
- Cimex quadripustulatus (Fabricius, 1775)
- Brochymena serrata (Amyot & Serville, 1843)
- Halys serrata Amyot & Serville, 1843